# Konstuniversitetets Bildkonstakademi
Konstuniversitetets Bildkonstakademi (Finska: Taideyliopiston Kuvataideakatemia) är en konstnärlig institution inom Konstuniversitetet i Helsingfors.

## Historik
Finska konstföreningens ritskola grundades 1848 i Helsingfors. Den verkade från 1939 underställd Finlands konstakademi och döptes om till Finlands konstakademis skola. Den förstatligades 1985 och namnändrades till Bildkonstakademin och blev högskola 1993. Den blev med den nya universitetslagens ikraftträdande 2009 ett offentligrättsligt universitet.
År 2013 inlemmades Bildkonstakademin i det nybildade Konstuniversitetet.

## Utbildningsområden
Skulptur, måleri, grafik samt mediakonst, fotografi och performancekonst.